# Векре, Фрёйдис Реэ
Фро́йдис Рее Ве́кре (норв. Frøydis Ree Wekre; род. 1941, Осло) — норвежская валторнистка и музыкальный педагог, солистка филармонического оркестра Осло, преподаватель Норвежской академии музыки.

## Биография
Фройдис Рее Векре родилась в семье музыкантов в Осло. Первоначальное музыкальное образование она получила, занимаясь на скрипке и фортепиано. Как и многие музыканты-духовики она начала заниматься на валторне достаточно поздно, в возрасте 17 лет. После двух лет обучения у знаменитых валторнистов Виталия Буяновского в Ленинграде и Вильгельма Ланцки-Отто в Стокгольме Фройдис Рее Векре начала работать в Филармоническом оркестре Осло в 1961 году. Уйдя из оркестра через 30 лет в 1991 году она посвятила себя педагогической деятельности. В настоящее время Фройдис Рее Векре преподаёт валторну и духовой камерный ансамбль в Норвежской академии музыки.
Она является активным членом Международного общества валторнистов и регулярно участвует в его различных мероприятиях, концертах и мастерклассах. В 1973 году благодаря её помощи членами общества стали Виталий Буяновский и Петер Дамм, для которых было трудно в него вступить, проживая по другую сторону железного занавеса в СССР и ГДР соответственно. В 1994 году Фройдис Рее Векре была избрана почётным членом Международного общества валторнистов, а в 1998-2000 годах занимала пост президента этой организации.